# Nagore Gabellanes Marieta
Nagore Gabellanes Marieta   (Sant Sebastià, 25 de gener de 1973)  és una jugadora d'hoquei sobre herba basca, ja retirada, guanyadora d'una medalla d'or olímpica.
Membre de la secció d'hoquei sobre herba de la Reial Societat, va participar, als 19 anys, en els Jocs Olímpics d'Estiu de 1992 celebrats a Barcelona (Catalunya), on va aconseguir guanyar la medalla d'or en la prova femenina per equips. En els Jocs Olímpics d'Estiu de 1996 realitzats a Atlanta (Estats Units) aconseguí guanyar un diploma olímpic en finalitzar vuitena en aquesta competició.